# His Squaw
His Squaw est un film muet américain réalisé par Charles Giblyn et sorti en 1912.

## Fiche technique
- Réalisation : Charles Giblyn
- Scénario : Monte M. Katterjohn
- Durée : 20 minutes
- Date de sortie :  États-Unis : 4 décembre 1912

## Distribution
- Rhea Mitchell
- Sherman Bainbridge
- Grace Cunard
- William Eagle Shirt
- Francis Ford
- Lone Bear
- Hazel Buckham
- Mildred Harris
- Robert Stanton